# Elías Vega
Pour les articles homonymes, voir Véga (homonymie).
Vega  Solano est un nom espagnol. Le premier nom de famille, en général paternel, est Vega ; le second, en général maternel, souvent omis, est Solano.
Jeison Elías Vega Solano, né le 31 janvier 1992, est un coureur cycliste costaricien. Son grand frère José est également coureur cycliste.

## Palmarès et résultats

### Par année
- 2008
  -  Champion du Costa Rica du contre-la-montre cadets
- 2009
  -  Champion du Costa Rica du contre-la-montre juniors
  - 3e du championnat du Costa Rica sur route juniors
- 2010
  -  Champion du Costa Rica du contre-la-montre juniors
  -  Médaillé d'argent du championnat panaméricain du contre-la-montre juniors
- 2011
  -  Champion du Costa Rica du contre-la-montre espoirs
  - 3e du championnat du Costa Rica du contre-la-montre
- 2012
  - 2e étape du Tour du Nicaragua (contre-la-montre par équipes)
  - 2e du championnat du Costa Rica du contre-la-montre espoirs
  - 2e du championnat du Costa Rica sur route espoirs
  - 2e du championnat du Costa Rica sur route
  - 3e du Tour du Nicaragua
- 2013
  -  Champion du Costa Rica du contre-la-montre espoirs
  - Vuelta de la Juventud Costa Rica :
    - Classement général
    - 1re, 2e et 3e étapes

  - Classement général du Tour du Nicaragua
  - 2e du Tour du Costa Rica
- 2014
  - 2e du Mémorial Sabin Foruria
  - 2e du Tour de Castellón
  - 3e du Premio Primavera
- 2016
  - 1re étape de la Clásica Nicoya
  - 9e étape du Tour du Guatemala
  - 8e étape du Tour du Costa Rica
- 2018
  - 2e étape de la Vuelta Chorotega
  - Clásica Nicoya :
    - Classement général
    - 1re étape

### Classements mondiaux
| Année            | 2012 | 2013 | 2014 | 2015 | 2016 | 2017 | 2018 | 2019 | 2020 |
| ---------------- | ---- | ---- | ---- | ---- | ---- | ---- | ---- | ---- | ---- |
| UCI America Tour | 94e  |      | 80e  | 242e | 112e | 94e  |      | 171e | 210e |